# 영복여자고등학교
영복여자고등학교(榮福女子高等學校)는 대한민국 경기도 수원시 팔달구 화서동에 있는 사립 고등학교이다.

## 학교 연혁
- 1969년 11월 18일 : 학교법인 영복학원 설립인가
- 1969년 11월 25일 : 초대 이사장 백산 송영복 선생 취임
- 1972년 12월 29일 : 영복여자고등학교 설립 인가(18학급)
- 1973년 3월 2일 : 초대 교장 이화순 선생 취임
- 1973년 3월 5일 : 영복여자고등학교 개교, 신입생 입학(6학급)
- 1976년 2월 19일 : 제1회 졸업(졸업생 365명)
- 1983년 7월 19일 : 도서관 개관(300석)
- 1984년 7월 27일 : 백산기념관(체육관) 준공
- 1986년 4월 26일 : 학생회관 준공
- 1987년 6월 19일 : 설립자 백산 송영복 이사장 동상 제막
- 1995년 1월 7일 : 제4대 이사장 송충섭 선생 취임
- 1999년 12월 30일 : 급식소 준공
- 2023년 3월 1일 : 33학급으로 편성
- 2023년 12월 18일 : 제49회 졸업(누계 26,713명)
- 2024년 3월 1일 : 제12대 교장 장호상 선생 취임

## 참고 자료
- 영복여자고등학교 - 한국교육학술정보원 학교알리미